# درجه نقدینگی
درجه نقدینگی (به انگلیسی: Degree of liquidity). نقدینگی به درجه نقدشوندگی دارایی‌هایی که ما داریم گفته می‌شود. پولی که استفاده می‌کنیم یکی از انواع دارایی است که می‌تواند به وجه نقد تبدیل شود. درجه نقدینگی بسیار مهم است و هرچه این درجه بیشتر باشد دارایی ما بیشتر خاصیت پولی دارد.
پول بالاترین درجه نقدینگی را دارد. با این حال، این واژه در کشورهای مختلف معانی متفاوتی دارد و هنوز تعریف یکسانی برای آن نشده‌است. در تجزیه و تحلیل‌های حسابداری و مالی، نسبت دارائیهای آنی به بدهیهای آنی را آزمون قدرت پرداخت یا سنجش درجهٔ نقدینگی می‌گویند. درجه نقدینگی مطالبات و موجودی کالا بر اساس ارقام متوسط آن‌ها و گردش آن‌ها اندازه‌گیری شده‌است که این یک ایراد وارده بر این شاخص است چون متوسط‌ها الزاماً نشان دهنده وضعیت ایده‌آل نیستند.
برای تعدیل ارقام مطالبات و دخالت دادن درجه نقدینگی آن‌ها معکوس نسبت گردش آن‌ها مدنظر قرار گرفته‌است که این ضریب می‌تواند به عنوان یکی بهترین مبناهای در دسترس محسوب شود ولی کیفیت مطالبات یا موجودی کالا را در نظر نمی‌گیرد. برخی از کارشناسان بر وظیفه پول به عنوان یک وسیله مبادله اعتقاد دارند و ابزارهایی همانند سکه، اسکناس و ودیعه هایی که انجام این وظیفه را به عهده دارند، مورد توجه قرار می‌دهند؛ به این مجموعه «پول محدود» (Narrow Money) نیز می‌گویند. در مقابل این افراد، گروهی دیگر گستردگی پول را بیشتر دانسته و آن را نه تنها شامل سپرده‌های دیداری در بانک تجاری بلکه شامل تمام سپرده‌های بانکی می‌دانند.
آن مقدار دارایی جاری که از محل منابع مالی بلند مدت تأمین شده باشد را سرمایه در گردش می‌نامند. سرمایه در گردش ناخالص به صورت کل دارایی‌های جاری و سرمایه در گردش خالص به صورت مازاد دارایی جاری بر بدهی جاری تعریف می‌شود. میزان سرمایه در گردش شاخصی است برای تشخیص درجه نقدینگی و عدم اعسار یک شرکت، به ویژه اگر در مقایسه با دیگر شاخص‌ها و نسبت‌های مالی به کار گرفته شود.
سپرده‌ها به سه دسته اعم از جاری، پس‌انداز و مدت‌دار تقسیم‌بندی می‌شوند، سپرده جاری به سهولت قابل انتقال است امّا پس‌انداز و مدت‌دار از درجه نقدینگی پایین‍ تری برخوردار بوده و به آسانی جایگزین اسکناس و مسکوک نمی‌شوند.

## رابطه درجه نقدینگی با شاخص فراگیر نقدینگی
شاخص فراگیر نقدینگی با محاسبه میانگین وزنی نسبت جاری، مشکل مربوط به در نظر نگرفتن درجه نقدینگی دارایی جاری و زمان بازپرداخت بدهی‌های جاری را مرتفع می‌کند. جزئیات مدل به شرح زیر است:
- به هر یک از داراییهای جاری، با توجه به درجه نقدینگی آنها وزن معینی اختصاص می‌یابد و مبلغ تعدیل شده آنها محاسبه می‌شود. وزن هر دارایی عبارت است از:
- معکوس گردش هر دارایی. به وجه نقد، به دلیل اینکه ماهیتاً نقد است، ضریب یک اختصاص داده می‌شود و احتیاج به تعدیل ندارد.
- چون مطالبات شرکت یک مرحله برای تبدیل به نقد شدن، فاصله دارد، به شرح زیر تعدیل می‌شود:

{\displaystyle AR=R*[1-(1/TR)]}که در آن:
AR = حساب‌های دریافتنی تعدیل شده.
R = مانده حسابهای دریافتنی.
TR = گردش حسابهای دریافتنی است.
- موجودی کالا به دلیل اینکه باید ابتدا به حساب‌های دریافتنی و سپس تبدیل به وجه نقد تبدیل شود، به شرح زیر تعدیل می‌شود:

{\displaystyle AINV=INV*[1-(1/TR)-(1/TINV)]}که در آن:
AINV = موجودی کالای تعدیل شده.
INV = مانده موجودی کالا.
TINV = گردش موجودی کالاست.
- برای هریک از بدهیهای جاری ضریب تعدیل محاسبه و مبلغ تعدیل شده آنها محاسبه می‌شود. حساب‌های پرداختنی به شرح زیر تعدیل می‌شود:

{\displaystyle APA=PA*[1-(1/TPA)]}{\displaystyle PA=PUR/PA}که در آن:
APA = حسابهای پرداختنی تعدیل شده.
PUR = کل خرید دوره.
PA = مانده حسابهای پرداختنی.
TPA = گردش حسابهای پرداختنی است.
البته، سایر اجزای بدهیها نیز بر اساس همین روش قابل تعدیل هستند.
- شاخص فراگیر نقدینگی به شرح زیر محاسبه می‌شود:

{\displaystyle LCA/ACA=ACR}که در آن:
ACR = شاخص فراگیر نقدینگی.
ACA = دارایی جاری تعدیل شده.
LCA = بدهی جاری تعدیل شده.
همانگونه که ملاحظه می‌شود، تا حدود زیادی ایراد اصلی نسبت جاری، که لحاظ نکردن درجه نقدینگی داراییهای جاری و زمان بازپرداخت بدهی‌های جاری بود، با به‌کارگیری ضریب تعدیل رفع شده‌است.

## رابطه درجه نقدینگی و تورم
بانکها و موسسات اعتباری در ایران با مشکل ریسک نقدینگی مواجه هستند و ممکن است تا آستانه ورشکستگی هم پیش بروند. این عامل باعث شده تا سرمایه خود را به سوی دارایی‌هایی ببرند که درجه نقدینگی بالایی دارند.
درجه نقدینگی یک دارایی را می‌توان براساس سه عامل تقسیم‌بندی کرد. این عوامل عبارتند از قابلیت پیش‌بینی قیمت آن دارایی، هزینه خرید و فروش آن دارایی و نیز میزان سهولت در خرید و فروش آن دارایی. به عنوان مثال، افراد زیادی هستند که حساب جاری داشته و از چک استفاده می‌کنند، بانک نیز وظیفه دارد تا بر اساس چکهای صادر شده، مبلغ چک را از حساب جاری کسر نموده و به آورنده چک بپردازد. خصوصیت حساب جاری درجه نقدینگی بالای آن است، زیرا هم خود سپرده گذار در هر موقعی می‌تواند موجودی حساب خود را دریافت کند و هم اینکه این چک در صورت اعتبار صاحب آن، نقش پول داشته و ممکن است پیش از رفتن به بانک چندین دست گردش کند.
بخش خصوصی نیز تورم را به عنوان یک شاخص ثبات اقتصادی می‌داند و به سمت کالاهایی می‌رود که از درجه نقدینگی بالاتری برخوردار بوده و تمایلی به سرمایه‌گذاری در بخش‌های مولد اقتصادی ندارد. هرگاه بخش خصوصی مطمئن باشد که افزایش قیمتها در آینده بسیار کم خواهد بود، منابع خود را به سمت سرمایه‌گذاری در زمینه‌هایی که بازده حقیقی دارند معطوف می‌سازد و در غیر این صورت سبب گرایش منابع آنها به سمت کالاهایی خواهد شد که درجه نقدینگی آن بالا است.
درجه نقدینگی برای شرکتهایی که سهامشان در بورس پذیرفته شده‌اند نیز مهم است، زیرا راحت تر می‌توانند سهام و اوراق قرضه خود را به عموم بفروشند، زیرا بالا بودن درجه نقدینگی سهام موجب رغبت بیشتر مردم به سرمایه‌گذاری در سهام عرضه شده می‌شود.

## رابطه سرمایه خالص در گردش با درجه نقدینگی
سرمایه در یک شرکت سهامی جمع قیمت اسمی سهام آن شرکت می‌باشد و اینکه سرمایه به سهام قسمت می‌شود و هریک از شرکا چندین سهم می‌توانند داشته باشند.
سرمایه در گردش به دو صورت می‌باشد ۱- خالص ۲- ناخالص
سرمایه خالص بر مبنای دارایی جاری بر بدهی جاری تعریف شده‌است که میزان سرمایه در گردش برای تشخیص درجه نقدینگی یک شرکت و در مقایسه با دیگر شاخص‌ها و نسبت‌های ملی به کار گرفته شده‌است. بر این اساس به راحتی می‌توان فهمید که دارایی‌های سرمایه انسانی یک بنگاه از درجه نقدینگی کمتر و ریسک بیشتری نسبت به دارایی‌های فیزیکی برخوردار هستند. در مقابل، درجه نقدینگی طلا بسیار بالاست و براحتی می‌توان آن را نگهداری کرد.
ایجاد زمینه‌های لازم جهت پاسخگویی بیشتر به نیازهای سرمایه گذاران و تبدیل شدن بورس اوراق بهادار به بورسی مطرح، نیازمند مطالعه‌های علمی فراوانی است. در این بین یکی از متغیرهایی که به این امر می‌تواند کمک کند اندازه جذابیت شرکتهای موجود در بورس اوراق بهادار و همچنین درجه نقدینگی سهام آنها در بورس اوراق بهادار می‌باشد که باعث می‌گردد سرمایه گذاران در هر زمانی که اراده کنند بتوانند دارایی‌های خود را با کمترین هزینه به وجه نقد تبدیل کنند.
بر طبق مدلهای ارائه شده برای پیش‌بینی بازده، عوامل زیادی هست که می‌توانند بازده سرمایه گذاریهای مختلف را برآورد کنند. در این بین، نقدینگی سهام یکی دیگر از عواملی می‌باشد که مطالعه تأثیر آن بر بازده سهام در بازارهای مختلف از ادبیات و پیشینه قوی برخوردار است. تمایل موسسات بانکی غیرمجاز به داشتن دارایی‌هایی با درجه نقدینگی بالا و نیز عدم نظارت دولت به این حجم دارایی با درجه نقدینگی بالا باعث شده این نقدینگی اثرات منفی زیادی داشته باشد و دولتها ساماندهی این موسسات غیرمجاز را دستاوردی بزرگ برای خود قلمداد کنند. البته ناگفته نماند در بعضی مواقع بانکها مجبورند برای تأمین نقدینگی، دارایی‌های خود را در مکانی سرمایه‌گذاری کنند که درجه نقدینگی بالایی داشته باشد تا با مشکل کمبود موجودی نقدی مواجه نشوند.